# مکتب اسلام‌شناسی تجدیدنظرطلبانه
مکتب اسلام‌شناسی تجدیدنظرطلبانه یا مکتب تجدیدنظرطلبانه مطالعات اسلامی (به انگلیسی: Revisionist school of Islamic studies) جنبشی در اسلام‌شناسی است که روایت کلاسیک مسلمانان از پیدایش اسلام را زیر سؤال می‌برد.
تا اوایل دههٔ ۱۹۷۰ میلادی، اسلام‌شناسان غیرمسلمان، درحالی که جنبهٔ الهی و وحیانی اسلام را قبول نداشتند، داستان پیدایش آن را با اکثر جزئیاتش قبول داشتند و اعتبار تفاسیر، احادیث، و سیره نبوی را می‌پذیرفتند. تجدیدنظرطلبان این متون را نقد تاریخی کرده و از منابع دیگر باستان‌شناسانه، سنگ‌نبشته‌ها، سکه‌شناسی، و نوشته‌های معاصر غیرعربی نیز استفاده می‌کنند. آنان بر این باورند که این روش‌ها، حقایق محکم‌تری با قابلیت بررسی متقابل ارائه می‌کنند، در حالی که روایت کلاسیک اسلامی ۱۵۰ تا ۲۰۰ سال پس از محمد بن عبدالله نوشته شده‌اند و تحت تأثیر سوگیری‌ها و شاخ و برگ راویان و نویسندگان بوده‌اند.
به نظر می‌رسد این مکتب در اوایل دههٔ ۱۹۷۰ آغاز شده و شامل اسلام‌شناسانی مانند جان ونسبرو و شاگردانش مانند پاتریشا کرون و مایکل کوک و دیگران مانند کریستف لوکزنبرگ می‌شود. این مکتب به هیچ عنوان یکپارچه نیست و حامیان این مکتب —گرچه روش‌شناسی آن را برتر می‌دانند— نظریه‌های متضادی از پیدایش اسلام و فتوحات مسلمانان ارائه کرده‌اند. این مکتب معمولاً در سوی مخالف مکتب کلاسیک اسلام‌شناسی قرار می‌گیرد، اما پیروی از یکی از این دو مکتب‌ها به‌طور ضمنی اعلام می‌شود، نه آشکارا.

## نقد مکتب تجدیدنظرطلبانه
تحلیل‌های تجدیدنظرطلبانه در ابتدا با مقاومت شدید مواجه شدند زیرا این نظریه‌های (در آن زمان) تحریک‌کننده با پیامدهای بسیار گسترده بدون شواهد کافی منتشر می‌شدند. به‌ویژه، کتاب کرون و کوک به نام هاجریه (۱۹۷۷) با نقدهای تند و خشن بسیاری مواجه شد. در عین حال، نمایندگان برجستهٔ این مکتب مانند کرون و کوک برائت خود را از این نظریه‌های افراطی و بی‌احتیاط اعلام کردند.
محققانی مانند تیلمن نگل از ماهیت گمانه‌زنانهٔ این نظریه‌ها انتقاد کرده و نشان داده‌اند که برخی از نظریه‌های تجدیدنظرطلبانه دارای استانداردهای دانشورانه نیستند. هرچند، نگل اهمیت دادن به روش تاریخی-انتقادی و مبانی این مکتب را قبول دارد. تمایل به جدی‌گرفتن تجدیدنظرطلبان از آنجا آشکار می‌شود که مخالفان نقدهای خود را دیگر خطاب به «تجدیدنظرطلبان» نمی‌نویسند، بلکه مخاطب خود را «تجدیدنظرطلبان افراطی» می‌نامند.
فرانسوا دو بلوا (به فرانسوی: François de Blois) استفاده از روش تاریخی-انتقادی برای بررسی متون اسلامی را مردود می‌داند. او استدلال می‌کند که این روش برای بررسی متون مسیحی ایجاد شده دلیلی ندارد که این روش را بر روی متون اسلامی استفاده کنیم.